# 王旭烽
王旭烽（1955年2月—），祖籍江苏铜山，生于浙江平湖，中国女作家。毕业于杭州大学历史系，作品《南方有嘉木》《不夜之侯》曾获得茅盾文学奖。第十届全国人民代表大会代表，浙江省政协委员。

## 生平
1978年至1982年，就读杭州大学（1998年并入浙江大学）历史系。后任教于杭州第十四中学。曾在杭州长征无线电元件厂工作。后任职于浙江省总工会，中国茶叶博物馆，浙江省作家协会等。
1990年，王旭烽加入中国民主促进会。2002年、2007年两度被当选为浙江省民进副主委。2008年，当选中国民主促进会中央委员。
2007年，加入浙江农林大学。

## 主要作品
长篇小说
- 茶人三部曲
  - 《南方有嘉木》1997年浙江文艺出版社
  - 《不夜之侯》1998年浙江文艺出版社
  - 《筑草为城》1999年浙江文艺出版社
- 《飘羽之重》2009年群众出版社
- 《望江南》2022年浙江文艺出版社

散文集
- 《瑞草之国》2001年浙江文艺出版社
- 《斜阳温柔——雷峰塔的故事》2002年作家出版社
- 《走读西湖》2006年浙江摄影出版社
- 《家国书》2009年浙江摄影出版社
- 《始觉西湖重》2010年浙江摄影出版社
- 《爱情西湖》2012年浙江摄影出版社
- 《茶语者》2014年浙江摄影出版社出版社
- 《西湖十景》10册2018年浙江摄影